# Елітсерія з хокею 1929—1930
Елітсерія: 1929—1930 — 3-й сезон у Елітсерії, що була на той час найвищою за рівнем клубною лігою у шведському хокеї з шайбою.
У чемпіонаті взяли участь 6 клубів.
Переможцем змагань став клуб ІК «Йота» (Стокгольм).

## Турнірна таблиця
|   | Команда                    | І | В | Н | П | Ш      | О |
| - | -------------------------- | - | - | - | - | ------ | - |
| 1 | ІК «Йота» (Стокгольм)      | 3 | 2 | 1 | 0 | 31 - 1 | 5 |
| 2 | Седертельє СК              | 3 | 2 | 0 | 1 | 3 - 2  | 4 |
| 3 | «Юргорден» ІФ (Стокгольм)  | 3 | 1 | 1 | 1 | 6 - 4  | 3 |
| 4 | «Гаммарбю» ІФ (Стокгольм)  | 3 | 1 | 1 | 1 | 7 - 6  | 3 |
| 5 | Нака СК                    | 3 | 1 | 1 | 1 | 4 - 4  | 3 |
| 6 | «Карлбергс» БК (Стокгольм) | 3 | 0 | 0 | 3 | 5 - 11 | 0 |